# St. Laurentius (Pegau)

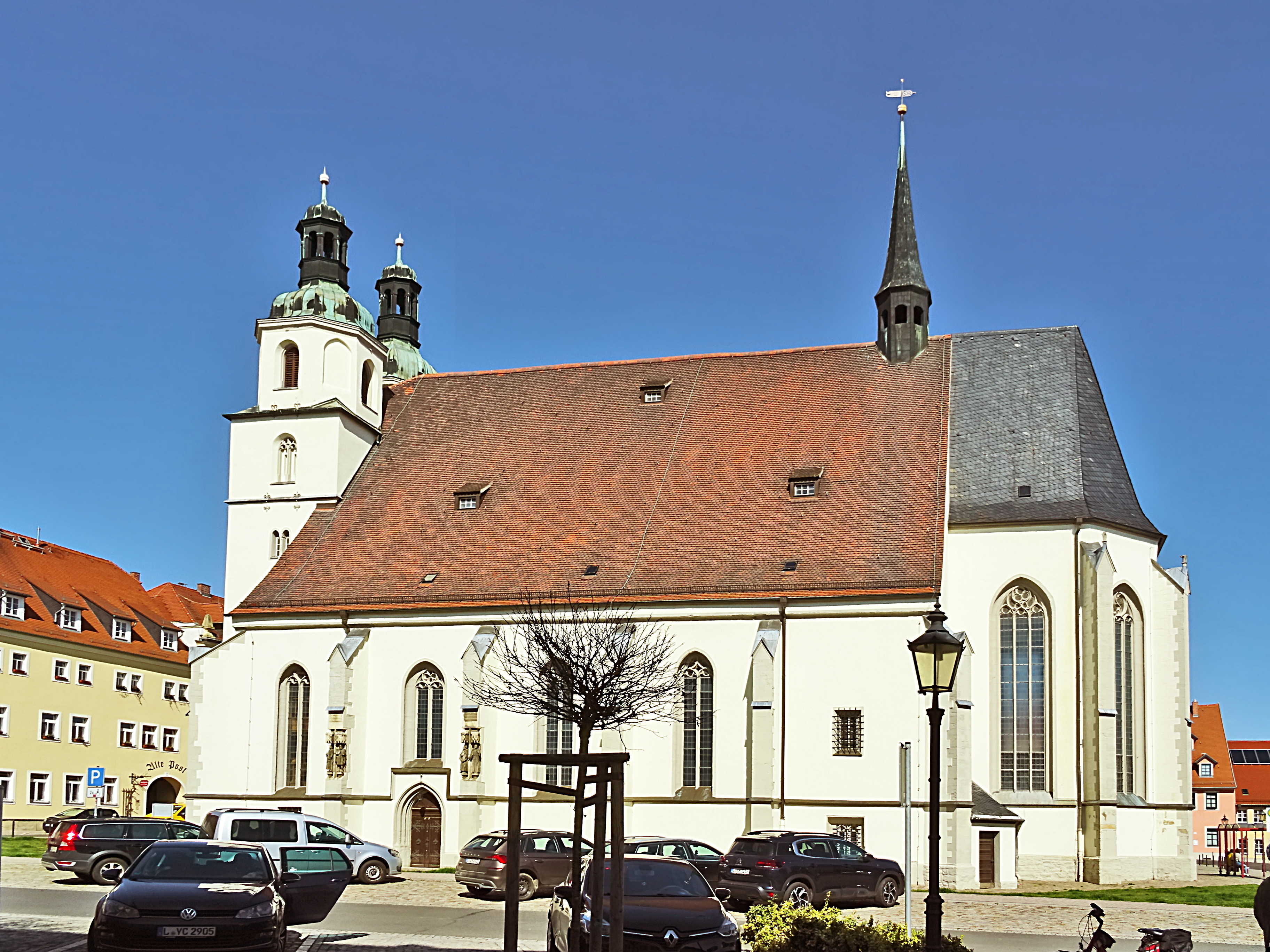
St. Laurentius (Pegau)

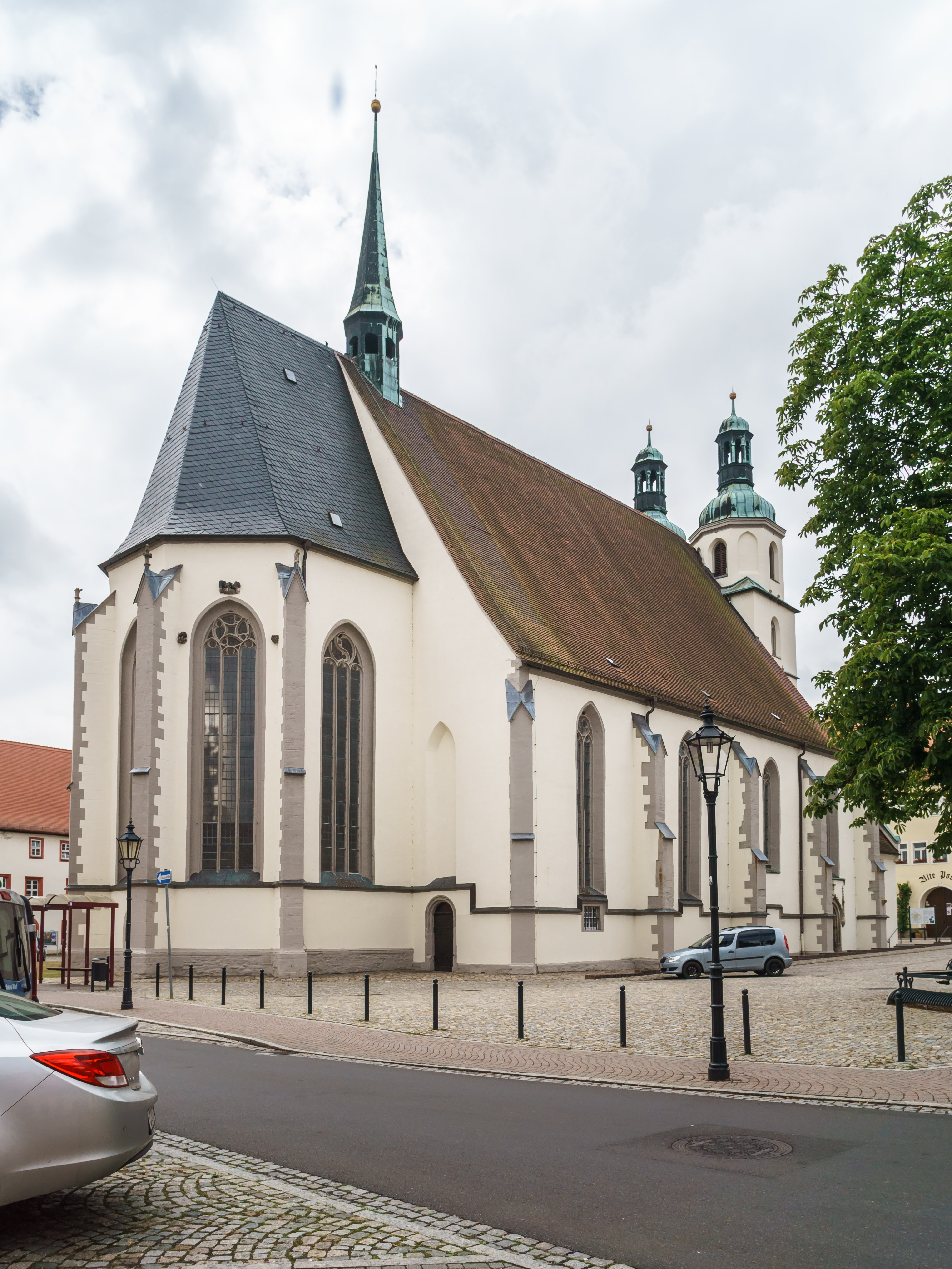
Ansicht von Nordost

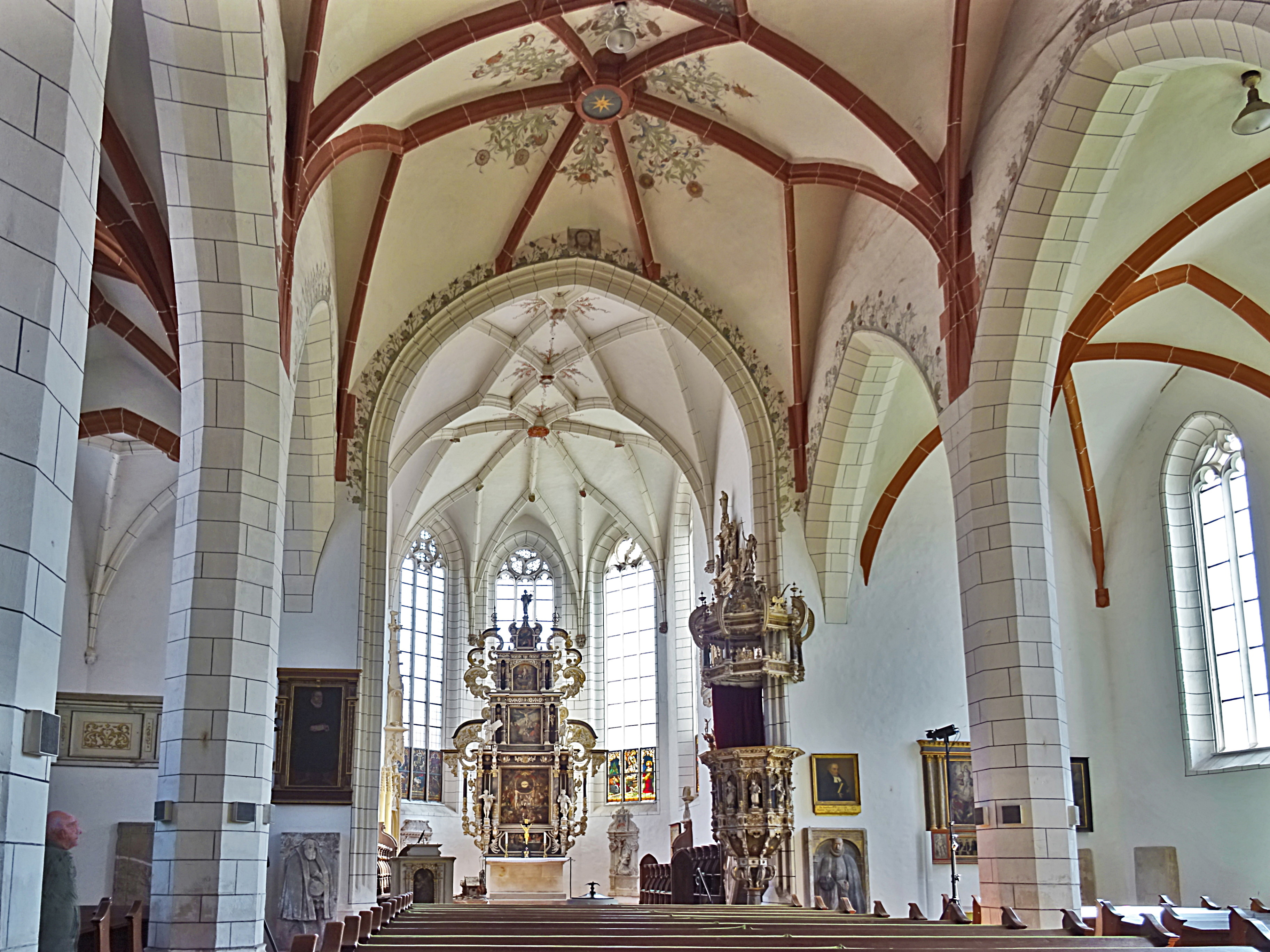
Innenansicht

Die evangelische Stadtkirche St. Laurentius ist eine spätgotische Hallenkirche in Pegau im sächsischen Landkreis Leipzig in Deutschland. Sie gehört zur Evangelisch-Lutherischen Kirchengemeinde Pegau in der Evangelisch-Lutherischen Landeskirche Sachsens und prägt das Stadtbild von Pegau.

## Geschichte und Architektur
Die Stadtkirche Pegau wurde als Stadtkirche der Altstadt von Pegau wohl schon vor 1189 durch den Abt Windolf des Benediktinerklosters St. Jakob in Pegau gegründet. Nachdem sie beim Stadtbrand 1382 zerstört worden war, wurde sie im 15. Jahrhundert neu gebaut. 1408 wurde das nördliche und 1463 das südliche Seitenschiff angelegt. Weitere Erneuerungen erfolgten in den Jahren 1494 und 1521. 
Im Dreißigjährigen Krieg wurde die Kirche 1644 teilweise zerstört und im Jahr 1660 wiederhergestellt. Bei einer Umgestaltung im Jahr 1701 wurden zwei Emporen eingebaut. Weitere Erneuerungen des Inneren erfolgten in den Jahren 1702, 1727 und 1853. In den Jahren 1934/35 wurde das Innere durch Architekt Richard Wagner erneuert, später in den Jahren 1980–1988 und zuletzt 2005–2007.
Vom ersten romanischen Bau blieb der in Haustein erbaute querrechteckige Westbau erhalten, der in Backsteinmauerwerk erhöht wurde. Im obersten Geschoss sind spätgotische Fenster eingebaut. Er schließt mit achteckigen Aufsätzen, die mit geschweiften Hauben und Laternen bekrönt sind. Ein reiches spätgotisches Gewändeportal mit vorgeblendetem neugotischem Wimperg erschließt das Bauwerk von Westen. Das Nordportal ist mit einem Kielbogen bekrönt. Neben dem Südportal wurden an den Strebepfeilern Figuren von Graf Wiprecht, Luthers, Herzog Friedrichs des Frommen und des heiligen Laurentius aus den Jahren 1897/98 angebracht.
Das im 15. Jahrhundert errichtete Langhaus ist eine dreischiffige Hallenkirche aus verputztem Backsteinmauerwerk von vier Jochen mit Sterngewölben im Mittelschiff und Netz- und Kreuzrippengewölben in den Seitenschiffen. Schlanke Achteckpfeiler tragen die Arkadenbögen, welche eine gewisse Zäsur zwischen den niedrigeren Seitenschiffen und dem Mittelschiff bilden. Das nördliche Seitenschiff zeigt wegen der Divergenz der Strebepfeiler- und Arkadenteilung unregelmäßige Dreistrahlformen. Der einschiffige Chor mit einer Mischform aus Stern- und Parallelrippengewölbe endet in einem Fünfachtelschluss. Die Seitenschiffe werden von zweiteiligen, der Chor von dreiteiligen schlanken Spitzbogenfenstern mit Fischblasenmaßwerk erhellt. Das Bauwerk wird von einem einheitlichen Satteldach abgeschlossen, das mit einem Dachreiter versehen ist.

## Ausstattung
Der dreigeschossige Altar aus dem Jahr 1621 von Jakob Meyhart ist mit Knorpelwerk reich geschmückt und zeigt in fünf Gemälden des Malers Jacob Wendelmuth ein charakteristisches protestantisches Bildprogramm. In der Mitteltafel ist eine Allegorie der Erlösung nach einem Kupferstich von Jost Amman (1585) dargestellt, darüber die Kreuzigung, die Auferstehung und die Himmelfahrt Christi. Seitlich sind die Figuren von Mose und dem Apostel Paulus, König David und Johannes dem Täufer angeordnet.

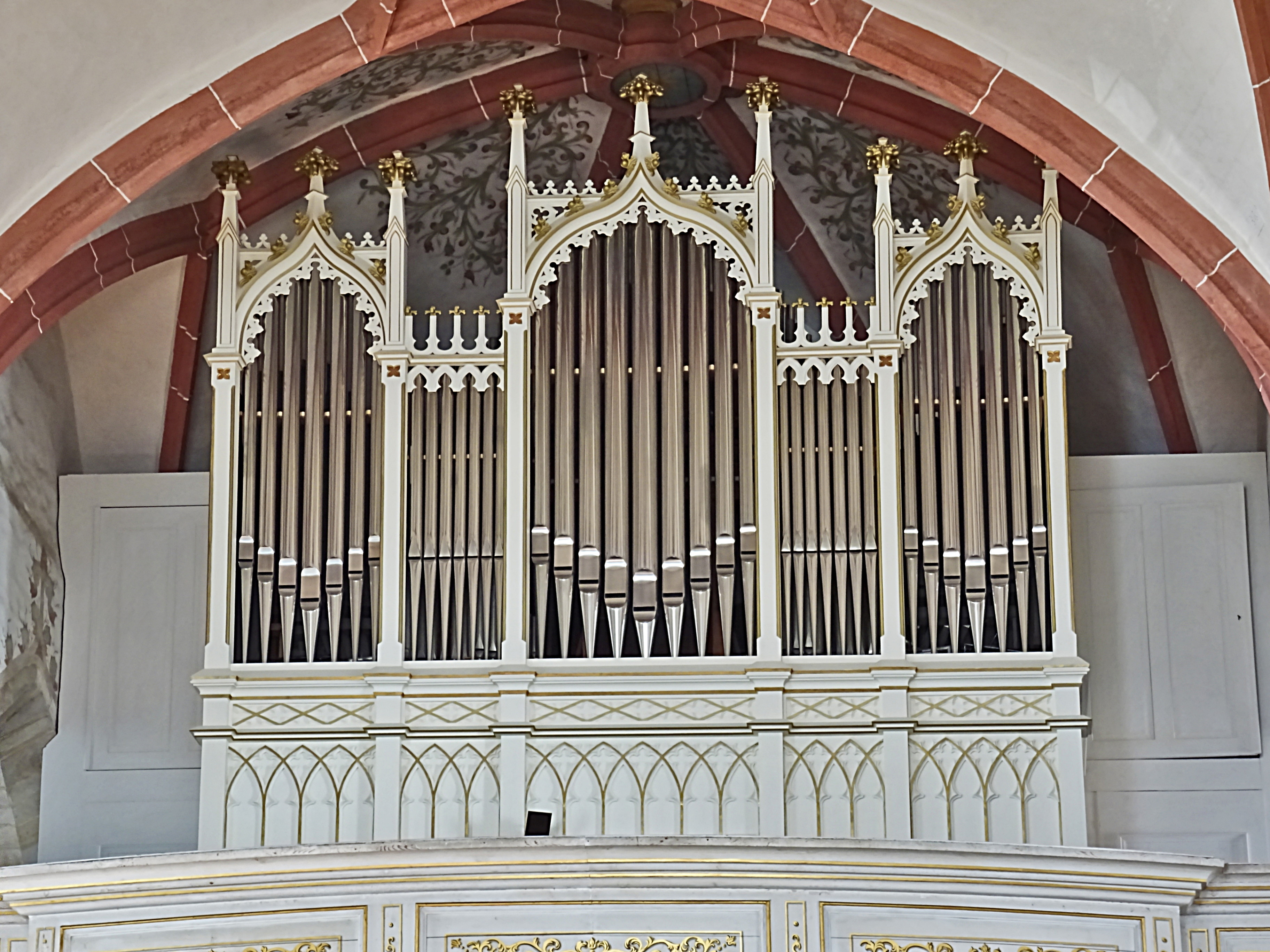
Kreutzbach-Orgel

Die geschnitzte Kanzel aus dem Jahr 1616 ist mit den Statuen von Christus, der Evangelisten und des Kirchenpatrons Laurentius am Kanzelkorb und an der Kanzeltür ebenfalls mit Gemälden des Malers Jacob Wendelmuth ausgestattet. Ein kronenartiger Schalldeckel wird von Christus mit der Siegesfahne bekrönt.
Ein kunstvolles steinernes Sakramentshaus aus der Zeit um 1460, möglicherweise eine Arbeit einer Rochlitzer Bauhütte, ist im Chor erhalten. Ein Gemälde eines böhmischen Meisters vom Anfang des 15. Jahrhunderts zeigt die Kreuzigung Christi. Ein überlebensgroßes Kruzifix wurde zu Beginn des 16. Jahrhunderts geschaffen.
Die Orgel ist ein Werk des Orgelbauers Urban Kreutzbach aus Borna aus dem Jahr 1855 mit 35 Registern auf zwei Manualen und Pedal.
Eine Reihe von Grabmälern und Epitaphien aus dem 16. und 17. Jahrhundert ist ebenfalls erhalten. Das kostbarste Stück der Ausstattung ist das Kenotaph aus Sandstein für den Stifter des Klosters St. Jakob Wiprecht von Groitzsch aus der Zeit um 1230, das ursprünglich für die 1556 abgebrochene Klosterkirche St. Jakob geschaffen wurde. Es befindet sich in der Kapelle im Erdgeschoss des Westbaus und zählt neben den Kreuzigungsgruppen im Freiberger Dom und im Kloster Wechselburg zu den wertvollsten Stücken der obersächsischen Bildhauerkunst aus dem frühen 13. Jahrhundert. Es wurde 1869 restauriert, neu gefasst und ergänzt. Die nahezu vollplastische Skulptur ist gleichermaßen als Standbild und Liegefigur mit Schwert, Schild und Fahne in ausgeprägtem Realismus dargestellt. Das Kenotaph wurde im Laufe der Jahrhunderte mehrfach umgestaltet und ergänzt. Schmucksteine, vermutlich Glasfluss, Bergkristall und Malachit, die ursprünglich die Skulptur
zierten, sind heute nicht mehr erhalten ebenso wie die einstige Farbfassung. Das Steinmaterial selbst weist zahlreiche Schäden auf, insbesondere durch hohe Feuchtebelastung, die die Struktur des Steins schädigten. Historische Ergänzungen aus dem 19. Jahrhundert, wie die steinerne Tumba, sind ebenfalls stark verwittert und bedürfen der Restaurierung.

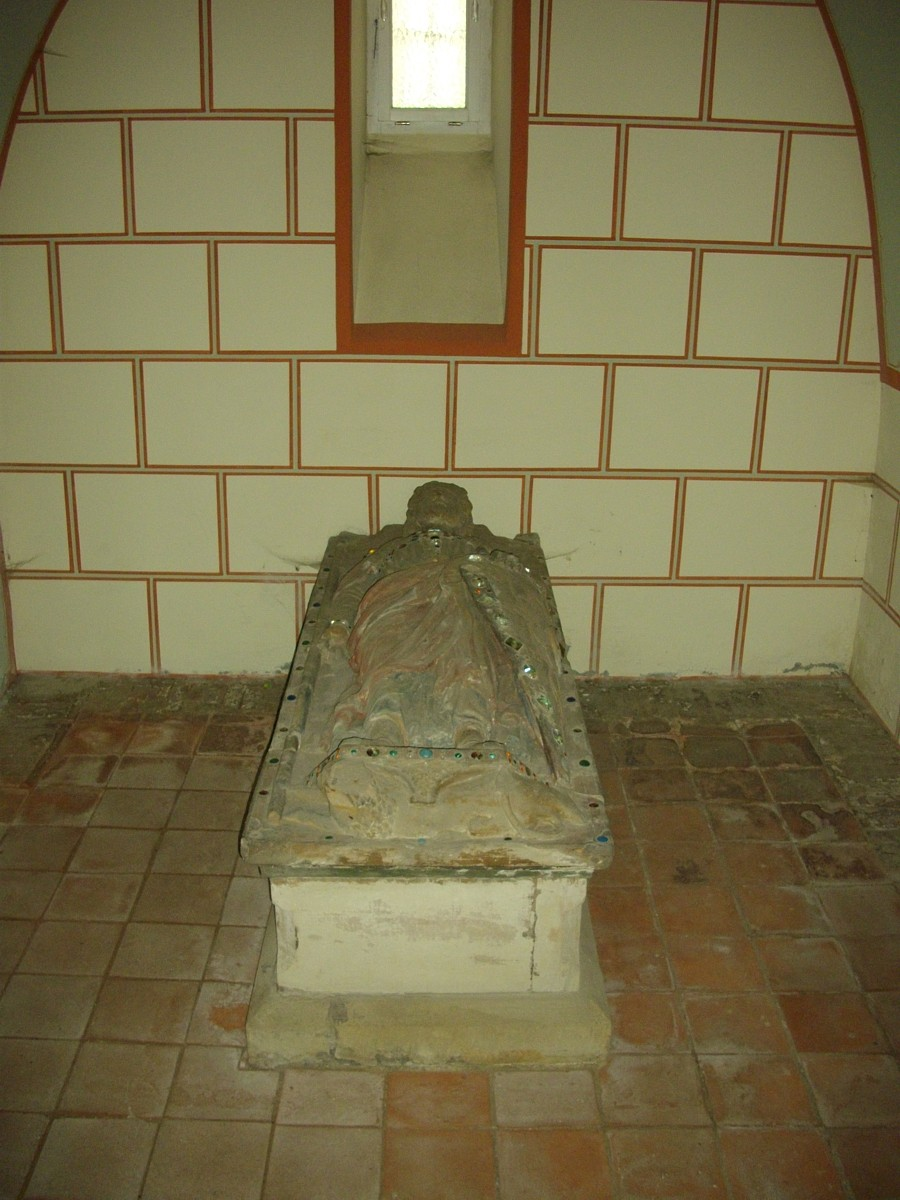
Wiprecht-Kenotaph in St. Laurentius (2009)
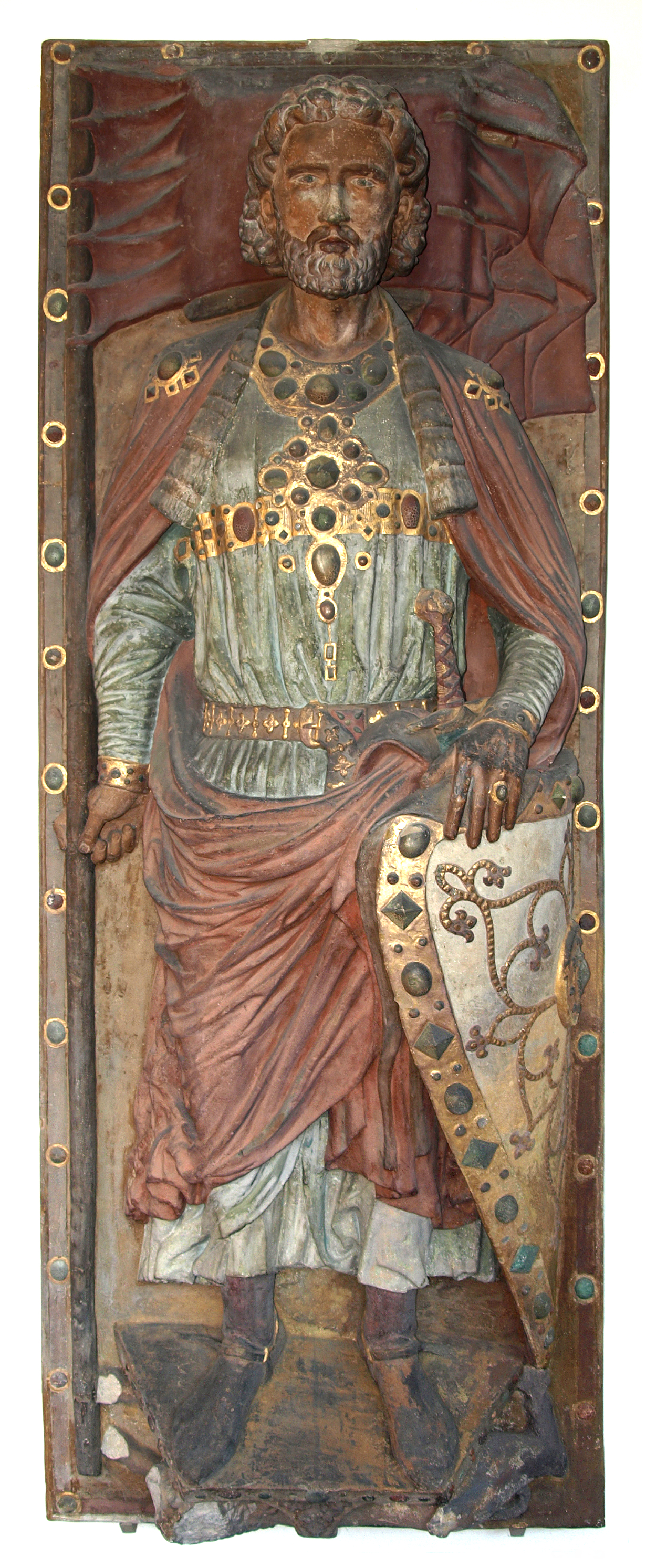
Replika im Germanischen Nationalmuseum
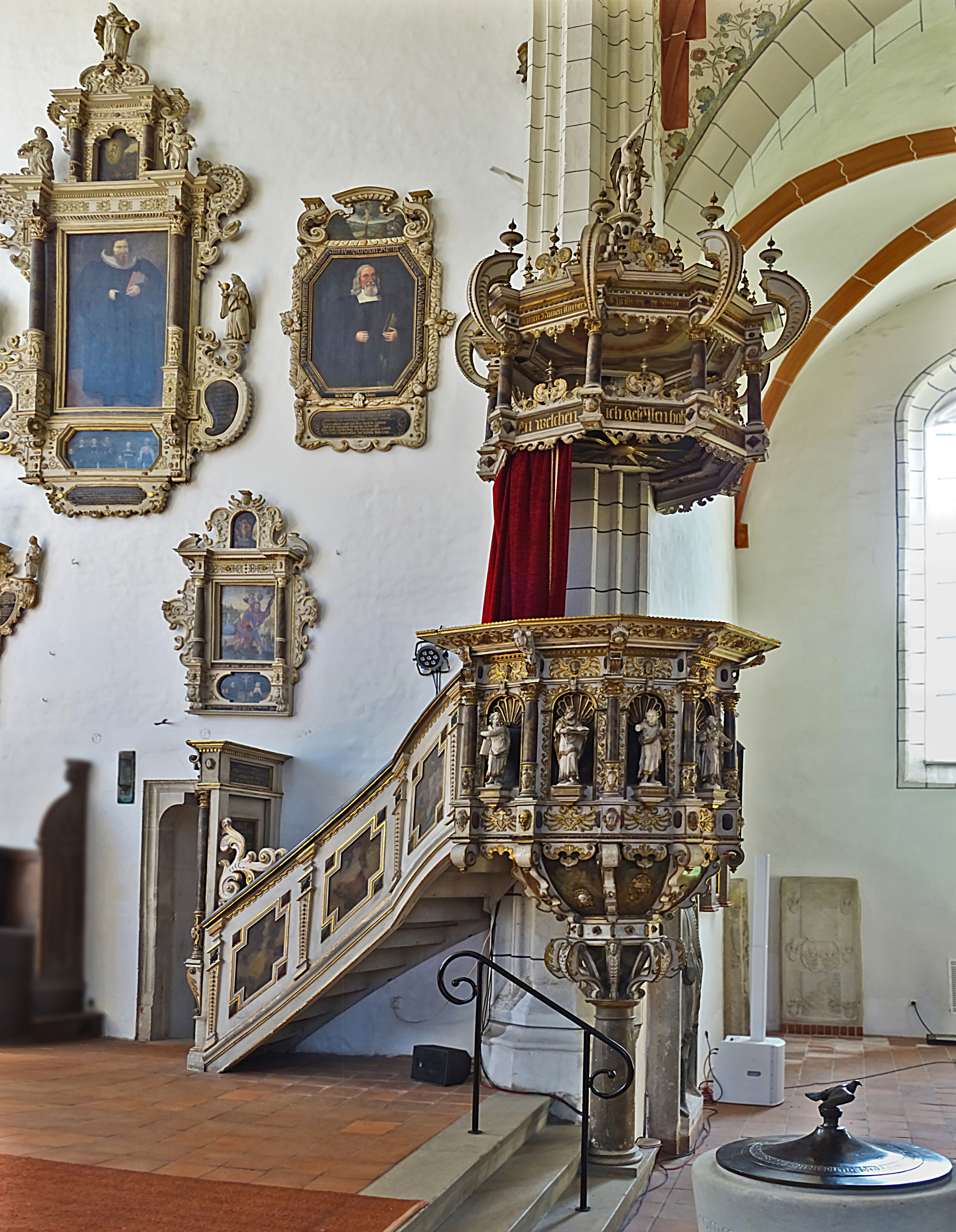
Kanzel von 1616
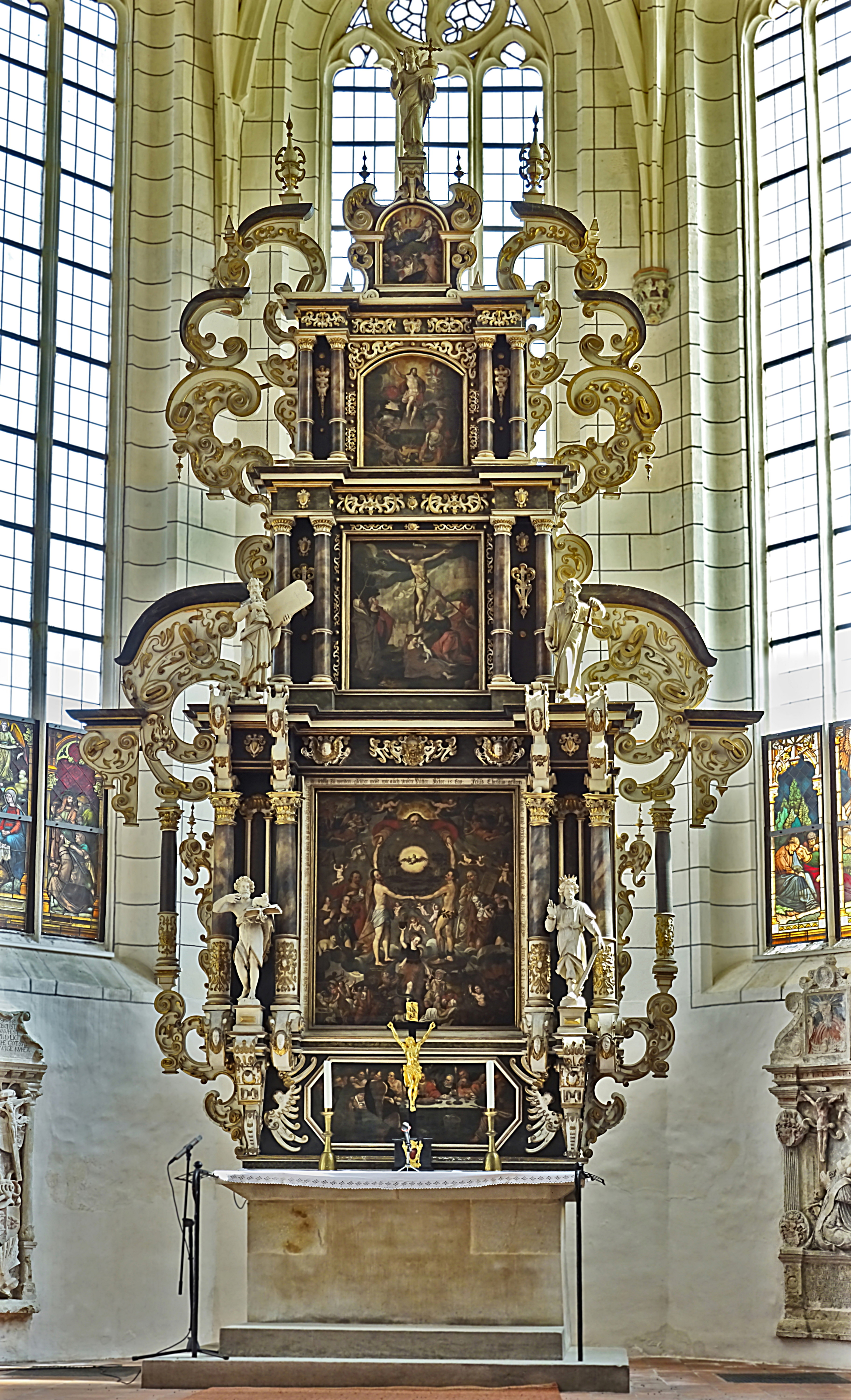
Hochaltar von 1621
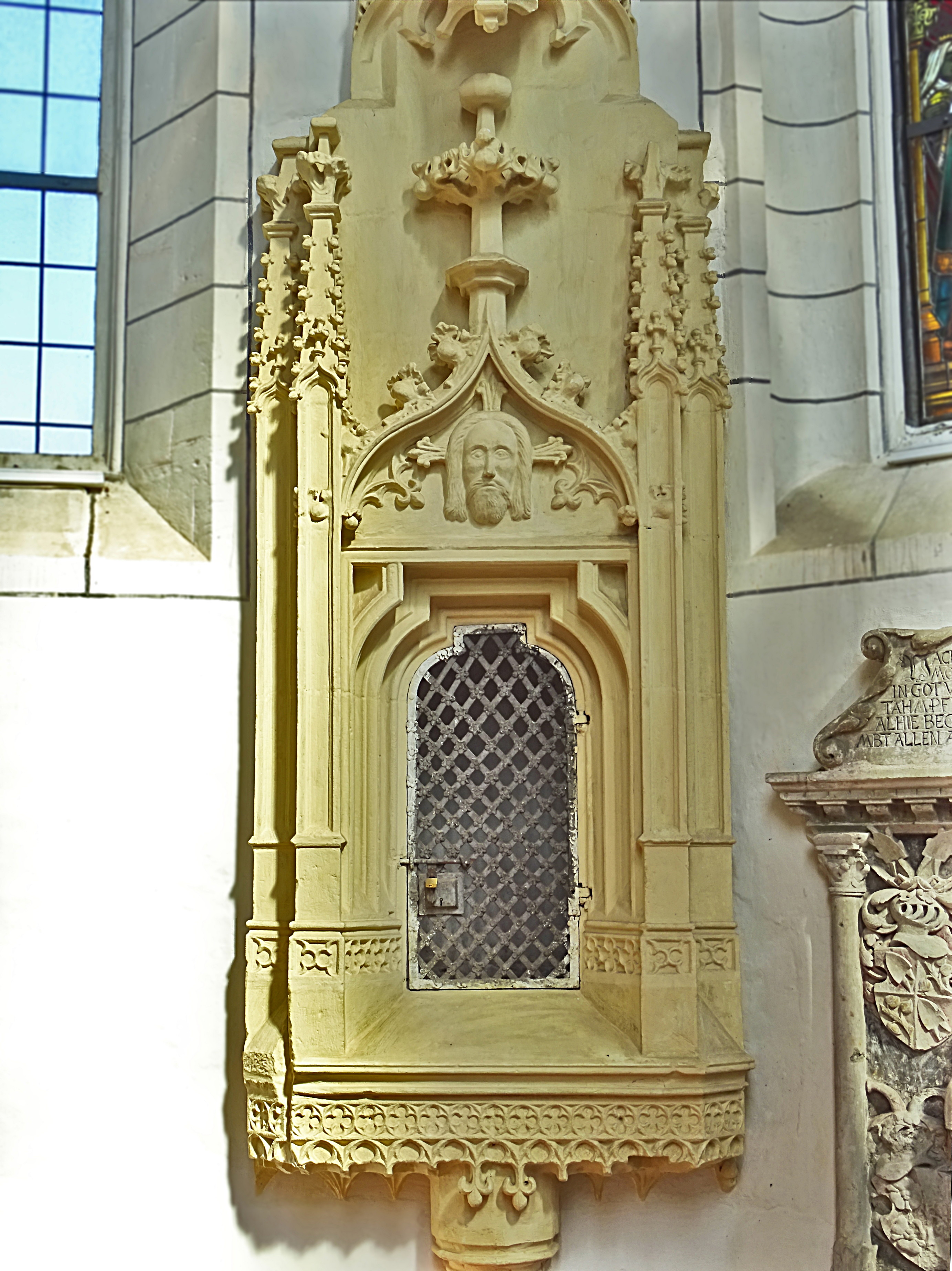
Sakramentshaus
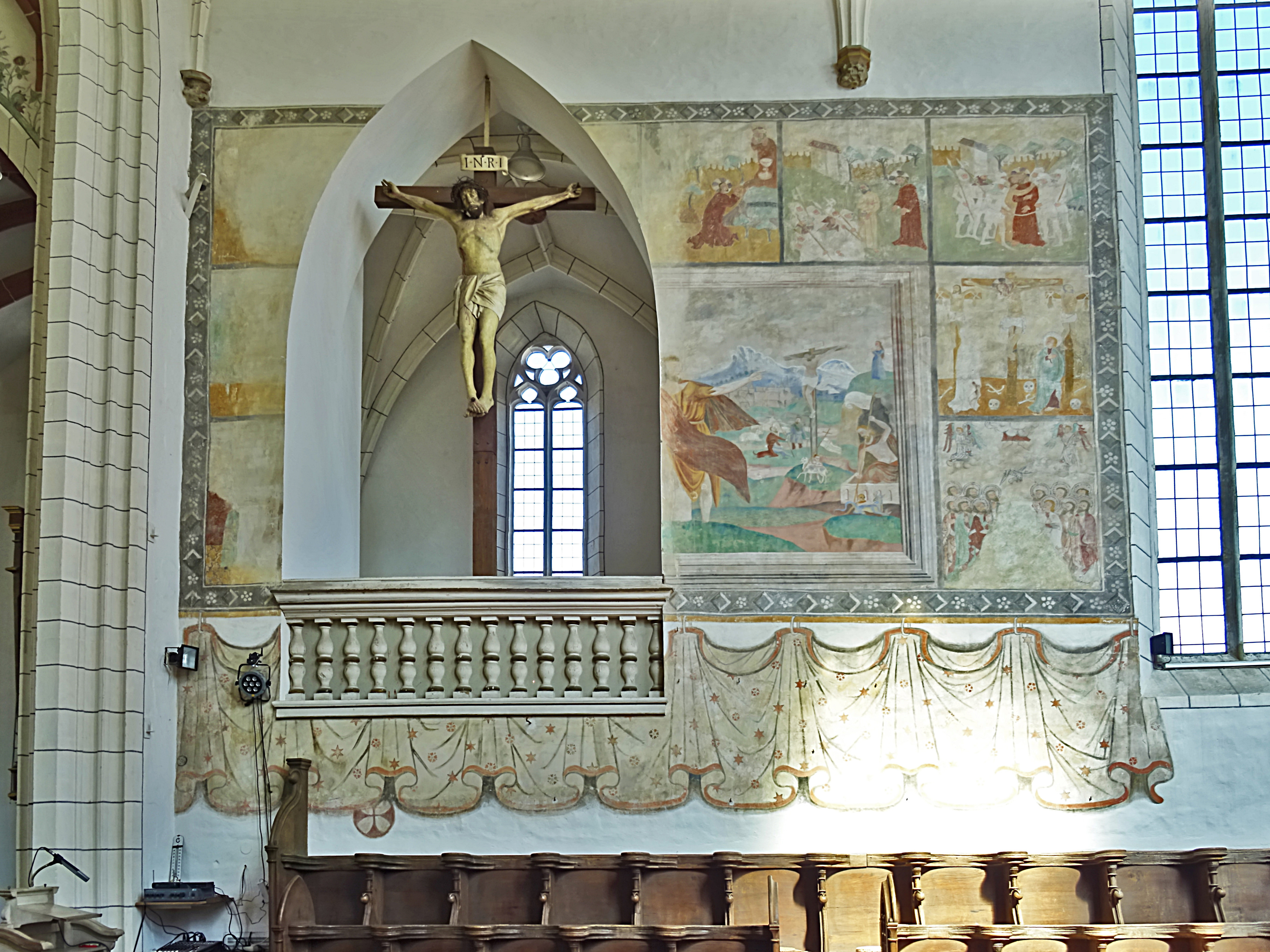
Fresko im Chor